# 鳥取県道204号福永由良線
鳥取県道204号福永由良線（とっとりけんどう204ごう ふくながゆらせん）は、鳥取県東伯郡琴浦町から東伯郡北栄町に至る一般県道である。

## 概要
東伯郡琴浦町大字福永から東伯郡北栄町大谷に至る。

### 路線データ
- 起点：鳥取県東伯郡琴浦町大字福永
- 終点：鳥取県東伯郡北栄町大谷（大谷西口交差点、鳥取県道320号羽合東伯線交点）

## 路線状況

### 重複区間
- 鳥取県道50号東伯関金線（東伯郡琴浦町大字釛 - 東伯郡琴浦町大字杉下）
- 中部広域農道（東伯郡琴浦町大字釛 - 東伯郡琴浦町大字杉下）

## 地理

### 通過する市町村
- 鳥取県
  - 東伯郡琴浦町 - 東伯郡北栄町

### 交差する道路
| 交差する道路                                                                         | 市町村名 | 市町村名 | 交差する場所     | 交差する場所          |
| ------------------------------------------------------------------------------------ | -------- | -------- | ---------------- | --------------------- |
| 鳥取県道44号東伯野添線 鳥取県道50号東伯関金線 重複区間起点 中部広域農道 重複区間起点 | 東伯郡   | 琴浦町   | 大字釛（こがね） |                       |
| 鳥取県道238号古長杉下線                                                              | 東伯郡   | 琴浦町   | 大字杉下         |                       |
| 鳥取県道50号東伯関金線 重複区間終点 中部広域農道 重複区間終点                        | 東伯郡   | 琴浦町   | 大字杉下         |                       |
| 鳥取県道151号倉吉東伯線                                                              | 東伯郡   | 琴浦町   | 大字槻下         | 斉尾団地入口交差点    |
| 鳥取県道320号羽合東伯線                                                              | 東伯郡   | 北栄町   | 大谷             | 大谷西口交差点 / 終点 |

### 交差する鉄道
- 山陰本線

### 沿線
- 琴浦町立聖郷小学校